# Lijfstraf

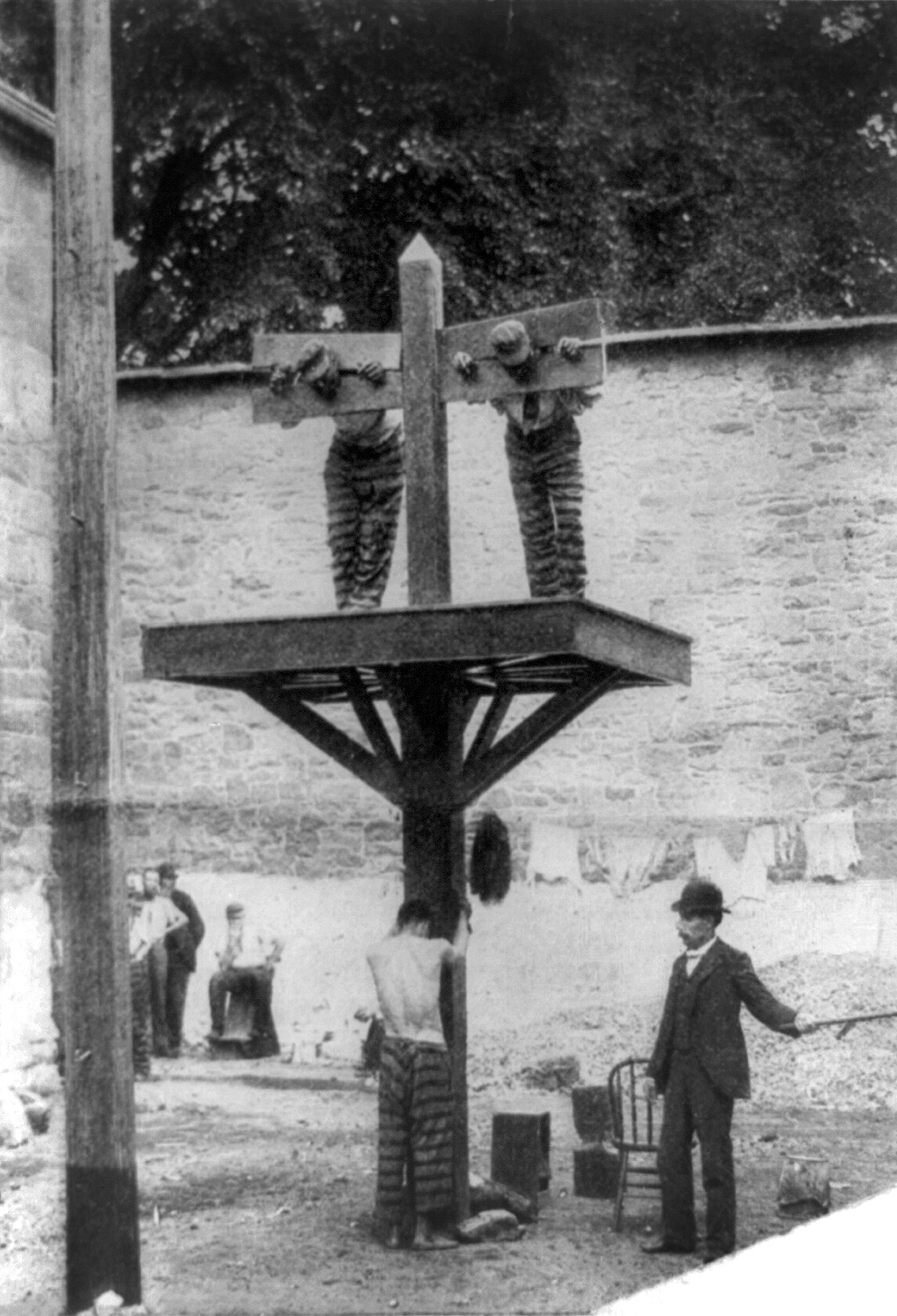
Het gebruik van de zweep bij gevangenen in Delaware, ca. 1907

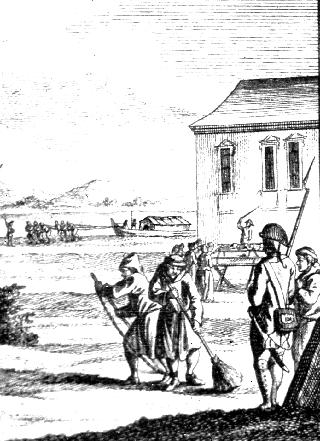
Het trekken van een schip, het vegen van de straat en lijfstraffen, 1787

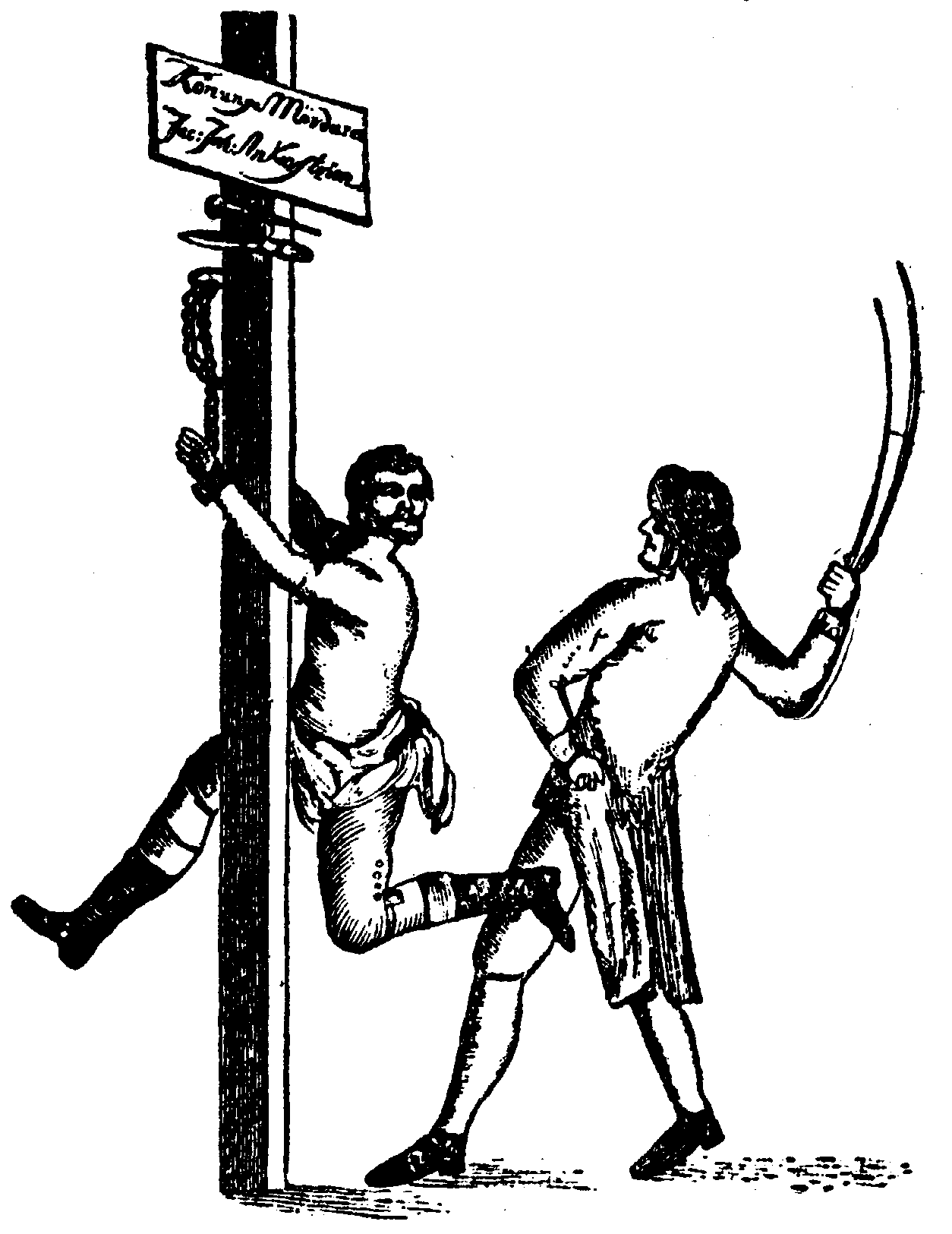
Afbeelding van geseling uit het Nordisk familjebok

Een lijfstraf is een vorm van doelbewuste leedtoediening waarbij een persoon, al dan niet in het openbaar, lichamelijk gepijnigd wordt, met het doel hem te bestraffen en/of zijn gedrag te veranderen. Hoewel vrijheidsberoving en terechtstelling eigenlijk de ultieme lijfstraffen zijn, worden die meestal als aparte categorieën beschouwd, en daarom blijven die hier verder buiten beschouwing.

## Soorten lijfstraffen
- stokslagen
- De roede is – behalve een verzamelnaam voor harde instrumenten, zoals stokken – vooral het meervoudig equivalent van gebundelde twijgen of takken (zoals de berkenroeden in de Romeinse fasces), doorgaans op de blote huid toegediend en dan zeer pijnlijk.
- Zweepslagen worden toegediend met een lederen riem, al dan niet met handvat. Een variant is de meervoudige zweep of gesel. Een zware, vaak dodelijke zweep is de Russische knoet, die meerdere tongen heeft, evenals de geselkat. Vergelijkbare instrumenten zijn de Romeinse 'sc(h)orpio(en)', bullenpees, karwats en sjambok. Dit wordt ook wel ranselen genoemd.
- Brandmerken, brandwonden uitdrukkelijk bedoeld om een litteken na te laten, zodat een onuitwisbaar 'strafblad' wordt aangebracht, net als de onvrijwillige tatoeage, die echter minder pijnlijk is

- Het schandblok

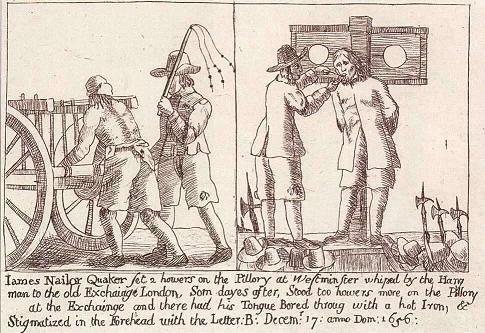
Geseling en schandpaal (1656)

- Verminking, zoals amputatie of afhakken van één of beide handen, voeten of oren, het uitsteken van een oog, het doorboren of afhakken van de tong
- Het gebruik van prikkelende of bijtende chemicaliën
- Gedwongen consumptie van onaangename/schadelijke stoffen, zoals een laxeermiddel wonderolie
- De Spaanse bok, vroeger gebruikt om slaven af te ranselen
- bij spitsroeden lopen wordt de tuchtiging (met roeden of zwepen) toegediend door gelijken
- Kielhalen, zeelieden die met een touw onder de kiel van het schip werden doorgetrokken.
- Radbraken
- vierendelen
- Spaanse laarzen
- duimschroeven
- pijnbank
- wipgalg

### Kinderlijfstraffen
Een speciale categorie is de kinderlijfstraf, opgelegd door ouders of schoolpersoneel. Tot ver in de 20e eeuw werd de lijfstraf voor kinderen algemeen beschouwd als een passend opvoedkundig middel.
Het Bijbelboek Spreuken (13:24 en 23:13-14), toegeschreven aan koning Salomo (ca. 1000 voor Chr.), adviseert ouders, op gepast moment een corrigerende tik uit te delen: "Wie zijn zoon de stok onthoudt, haat hem, wie hem liefheeft, tuchtigt hem", en: "Onthoud een kind geen onderricht, van stokslagen gaat het niet dood. Sla het met de stok, en je redt het van het dodenrijk".
In sommige christelijke kringen in Nederland en daarbuiten wordt dan ook geageerd vóór het recht op het uitdelen van de pedagogische tik.
In 1982 bepaalde het EHRM dat 'lijfstraffen' voor kinderen zonder toestemming van de ouders verboden zijn. Toch is in 4 Europese landen het uitdelen van een 'pedagogische tik' nog toegestaan: België, Italië, Tsjechië en het Verenigd Koninkrijk. Vooral van Britse (privé)kostscholen bestaat het beeld van sadistische schoolmeesters, hoewel lijfstraffen op openbare scholen sinds 1986 bij wet verboden is. Ook voor particuliere en onafhankelijke scholen is het sinds 1998 verboden lijfstraffen toe te dienen. In diverse landen van het Gemenebest van Naties zijn bepaalde lijfstraffen nog of opnieuw in zwang.
Kinderlijfstraffen konden onder andere bestaan uit:
- De tuchtroede
- De plak, een houten latje waarmee de opvoeder meestal op de uitgestrekte handpalmen of zelfs op de knokkels van het gestrafte kind sloeg. Te vergelijken met het Spaanse rietje, een buigzaam stokje of rietje, en met de liniaal.
- Billenkoek is de verzamelnaam voor lijfstraffen op het achterwerk, ongeacht instrument (of blote hand) en eventuele -extra vernederende- ontbloting van de billen of van het hele (onder)lijf.
- De pechvogel: De onderwijzer smeet een vilten vogel de klas in en beval de gestrafte die terug te brengen; zodra hij dit deed en de vogel aan de leraar presenteerde kreeg hij een tik op de handen met de plak of het Spaanse rietje.
- Thuis werden vaak allerlei huis-, tuin- en keukenvoorwerpen gebruikt om mee te slaan, zoals een broekriem, mattenklopper, schoeisel. In diverse talen getuigen specifieke termen, zoals in het Engels booting en slippering, en in het Frans savate - tevens de naam van een vechtsport- van een solide traditie, zelfs de uitdrukking een 'roede voor de eigen billen (laten) snijden'.

## Lijfstraffen in de Lage Landen
In de Lage Landen werden tot ongeveer 1600 ernstige misdaden gewoonlijk met een lijfstraf of met verbanning vergolden, soms in combinatie met een (geld)boete. In de middeleeuwen werden lijfstraffen vaak toegepast volgens het spiegelstraf-beginsel, waarbij de aard van de straf samenhing met het vergrijp (Bijbels oog om oog-beginsel of ruimer, bij wijze van 'poëtische gerechtigheid'). Dieven en straatschenders werden bijvoorbeeld gebrandmerkt om anderen voor hen te waarschuwen. Bij een geweldpleger werden de vingers afgehakt, of de hele hand als het geweld tegen een gerechtsdienaar betrof. Valsemunters werden levend gekookt (zoals hun minderwaardige muntspecie).
Andere lijfstraffen bestonden uit onder meer het uitsteken van ogen (bij spionnen die 'te veel zien') of het afsnijden van de tong, een oor of lip en geseling.
De gevangenis diende tot 1600 slechts als huis van bewaring, waarin gevangenen wachtten op hun vonnis of straf. De lijfstraf geschiedde op gerechtelijk bevel (maar veelal zonder scheiding der machten), en werd uitgevoerd door de beul. In 1854 werden in Nederland de gerechtelijke lijfstraffen afgeschaft.

## Lijfstraffen in islamitische traditie
In landen waar de sharia wordt gehanteerd, worden lijfstraffen ook in de 21e eeuw nog toegepast voor delicten als het drinken van alcohol en ontucht gepleegd door minderjarigen. De straffen variëren sterk, veelal kaderend in historisch-culturele en/of koloniale tradities, van stokslagen tot bloedens toe op het naakte achterwerk in Maleisië⁣, maar evengoed in (boeddhistisch) Thailand of Singapore, tot tikken op de broek op Atjeh (Indonesië).
Precies de associatie met de islam kan van de lijfstraf een strijdpunt maken in de bredere controverse in religieus gemengde landen zoals Nigeria.

## Voetnoten en externe links
- CorPun, een omstandige Engelstalige website over billenkoek en lijfstraffen in het algemeen